# Teresa de Lauretis
Teresa De Lauretis (Bolonia, 1938) es una teórica feminista que ha realizado importantes aportes a los estudios de género, queer, cinematográficos así como al psicoanálisis. Traducida a más de diecisiete idiomas, De Lauretis es conocida internacionalmente por ser autora de influyentes libros tales como "Alice Doesn't" (1984), "Technologies of Gender" (1987) y por haber acuñado la expresión "Queer theory" (1990) para marcar una discontinuidad radical en la epistemología y las políticas sexuales feministas-LGBT. Actualmente es Distinguida Profesora Emérita por University of California, Santa Cruz. 

## Trayectoria
De Lauretis es Doctora en Lenguas y Literaturas Modernas por la Universidad de Bocconi (Milán-Italia). En 1985 ingresó como docente de posgrado en el prestigioso Departamento de Historia de la Conciencia en la University of California-Santa Cruz, integrando el personal junto a Hayden White, Donna Haraway, Angela Davis y James Clifford. 
Ha sido Profesora Visitante en universidades de Canadá, Alemania, Italia, Suecia, Austria, Croacia, Francia, España, México, Países Bajos, Polonia, Argentina, Chile así como varias pertenecientes a Estados Unidos, entre otras. Ha obtenido el doctorado honoris causa por Lund University y Universidad Nacional de Córdoba, entre otros reconocimientos y distinciones universitarias. En 2010 obtuvo el Distinguished Career Award por la Society for Cinema and Media Studies.
Autora de más de cien ensayos y numerosos libros, incluidos en varias antologías, De Lauretis ha escrito sobre semiótica, psicoanálisis, cine, literatura, género y teoría feminista tanto en inglés como en italiano. Sus libros más destacados se centran en la representación cinematográfica de las mujeres, teorizando la espectatoriedad del cine, la producción del cuerpo y su implantación sexo-genérica. De Lauretis es editora desde 1986 de la prestigiosa revista 'Feminist Studies/Critical Studies', desde donde ha impulsado un feminismo radical con una nueva lectura de la sociedad.
Producto del encuentro del feminismo con Michel Foucault, y en el contexto de los efervescentes debates entre constructivistas y esencialistas durante los años ´80, De Lauretis irrumpirá con categorías que trazaran un antes y después en la teoría feminista tal es el caso de 'sujetos excéntricos' y el de 'tecnologías del género', abriendo espacio a nuevos universos de conocimientos y agenciamientos políticos. Fue la primera persona en utilizar el término "teoría Queer" para acentuar las discontinuidades con los estudios gays y lesbianos; pero lo abandonó por juzgar que la palabra 'queer' había sido adueñada por prácticas teóricas e incluso mercadológicas que la vaciaron de su contenido político. En los últimos años De Lauretis se ha centrado en revisar los trabajos de Sigmund Freud y Jean Laplanche concernientes a la pulsión de muerte sugiriendo lo que denomina "queeridad de la pulsión", analizando la negatividad y el impulso antisocial de la misma.